# Ameerega hahneli
Ameerega hahneli é uma espécie de anfíbio da família Dendrobatidae. Pode ser encontrada na Bolívia, Brasil, Peru, Equador, Colômbia, Venezuela, Guiana e Suriname.